# Acanthocereus hirschtianus
Acanthocereus hirschtianus ist eine Pflanzenart in der Gattung Acanthocereus aus der Familie der Kakteengewächse (Cactaceae). Das Artepitheton hirschtianus ehrt den Berliner Kakteenliebhaber Karl Hirscht († 1925).

## Beschreibung
Acanthocereus hirschtianus wächst strauchig mit knollenförmigen Wurzeln. Die schlanken, aufrechten bis halbaufrechten, überhängenden, kriechenden oder niederliegenden Triebe sind bis zu 2 Meter lang und weisen einen Durchmesser von 2 bis 5 Zentimeter auf. Es sind acht bis zwölf, niedrige, leicht scharfkantige und häufig gewellte Rippen vorhanden. Die drei bis sechs kräftigen, gräulichen Mitteldornen sind abstehend oder ausgebreitet. Sie sind 8 bis 55 Millimeter lang. Die neun bis zwölf nadeligen Randdornen sind gräulich bis bräunlich und 5 bis 10 Millimeter lang. Einige von ihnen sind dünner als die übrigen.
Die duftenden, trichterförmigen, weißen Blüten sind gelegentlich rosafarben überhaucht und öffnen sich in der Nacht. Sie sind 5 bis 7 Zentimeter lang. Ihre Blütenröhre ist mit einigen kurzen, nadeligen Dornen besetzt. Die kugelförmigen, fleischigen, roten Früchte erreichen einen Durchmesser von 3 bis 5 Zentimeter. Sie sind mit Areolen besetzt, aus denen sieben bis 15 biegsame, 3 bis 18 Millimeter lange Dornen entspringen.

## Verbreitung, Systematik und Gefährdung
Acanthocereus hirschtianus ist in den tropischen Gebieten von Guatemala, Nicaragua, Costa Rica und El Salvador verbreitet.
Die Erstbeschreibung als Cereus hirschtianus erfolgte 1897 durch Karl Moritz Schumann. Joël Lodé stellte die Art 2013 in die Gattung Acanthocereus. Weitere nomenklatorische Synonyme sind Nyctocereus hirschtianus (K.Schum.) Britton & Rose (1909) und Peniocereus hirschtianus (K.Schum.) D.R.Hunt (1991).
In der Roten Liste gefährdeter Arten der IUCN wird die Art als „Least Concern (LC)“, d. h. als nicht gefährdet geführt.

## Nachweise